# Angkaes
Angkaes is een bestuurslaag in het regentschap Belu van de provincie Oost-Nusa Tenggara, Indonesië. Angkaes telt 1397 inwoners (volkstelling 2010).